# N Velorum
N Velorum (N Vel) – gwiazda w gwiazdozbiorze Żagla. Jest odległa od Słońca o około 239 lat świetlnych.

## Charakterystyka
N Velorum to olbrzym należący do typu widmowego K. Jego temperatura to około 4045 K, niższa od temperatury fotosfery Słońca. Jest on 642 razy jaśniejszy i ma promień równy około 52 promieni Słońca. Masa tej gwiazdy to około 3,5 masy Słońca. Wykazuje ona pewną zmienność, jej obserwowana wielkość gwiazdowa waha się od 3,10 do 3,16m. W gwieździe mogą zaczynać się reakcje syntezy helu w węgiel lub ma już ona węglowe, nieaktywne jądro.